# Jetset
 Der er for få eller ingen kildehenvisninger i denne artikel, hvilket er et problem. Du kan hjælpe ved at angive troværdige kilder til de påstande, som fremføres i artiklen.

Jetset er et journalistisk og sociologisk udtryk, der bruges til at beskrive en international social gruppe af velhavende og fashionable mennesker, som omgås hinanden.